# Будайская улица
Буда́йская улица — улица на севере Москвы, между проездом Кадомцева и железнодорожной линией Ярославского направления МЖД. Расположена в районе Ростокино Северо-Восточного административного округа. Названа в 1973 году по протекавшей здесь реке Будайке, левому притоку Яузы (ныне в районе Малахитовой улицы заключена в коллектор, впадает в Яузу около проезда Кадомцева). На улице расположена Центральная клиническая больница № 2 имени Н.А. Семашко и несколько учреждений ВГИКа.

## Расположение
Будайская улица начинается от проезда Кадомцева недалеко от Яузы, проходит на северо-восток, пересекает Малахитовую и Ростокинскую улицы. Проезжая часть улицы заканчивается около главного входа Центральной клинической больницы № 2 имени Семашко, пешеходная часть продолжается вплоть до путей железной дороги Ярославского направления.

## Учреждения и организации
- Дом 2 — Центральная клиническая больница № 2 имени Н.А. Семашко (ОАО РЖД); Московский медицинский колледж Московского государственного университета путей сообщения. Первая железнодорожная больница была построена на этом месте еще до революции (1914, архитектор Б. В. Сакулин), позднее на территории сооружены новые корпуса.
- Дом 3 — ВГИК: Колледж кино, телевидения и мультимедиа, Всероссийский институт переподготовки и повышения квалификации работников кинематографии, Заочное отделение ВГИК; Институт экономики и культуры.